# Pachydactylus boehmei
Espèce
Pachydactylus boehmei est une espèce de geckos de la famille des Gekkonidae.

## Répartition
Cette espèce est endémique de la région d'Otjozondjupa en Namibie.

## Étymologie
Cette espèce est nommée en l'honneur de Wolfgang Böhme.

## Publication originale
- Bauer, 2010 : A new species of Pachydactylus (Squamata: Gekkonidae) from the Otavi Highlands of northern Namibia. Bonn Zoological Bulletin, vol. 57, n. 2, p. 257–266 (texte intégral).